# Fentermina

Molécula de Fentermina

La fentermina es un supresor del apetito de la familia de las anfetaminas. Está aprobado para ayudar a reducir peso en pacientes con obesidad, cuando se usa a corto plazo y combinado con ejercicio, dieta y modificación del comportamiento. Se receta generalmente a individuos que tienen riesgos de salud debido a su peso. Es una sustancia controlada, debido a los trastornos psiquiátricos que pueden devenir de su consumo.

## Mecanismo de acción
La fentermina actúa sobre los neurotransmisores cerebrales. Es un estimulante central y un isómero de la meta-anfetamina. Estimula a las neuronas para que liberen un grupo particular de neurotransmisores conocidos como catecolaminas, entre los que están la dopamina, la epinefrina (también llamada adrenalina) y la norepinefrina. La actividad de supresión del apetito de estos compuestos se debe a su acción sobre el sistema nervioso central. Es un mecanismo similar al de otros estimulantes supresores del apetito como el dietilpropión y la fendimetrazina. Los neurotransmisores señalan la respuesta de alerta (lucha o huida), que también frena el hambre. 

## Dosis y administración
Se recomienda utilizar esta sustancia sólo a corto plazo (generalmente unas 12 semanas), mientras se siguen otras estrategias no farmacológicas para perder peso como hacer una dieta sana y ejercicio. La dosis puede variar de 15 mg a 30 mg iniciando siempre con la más baja, subiendo gradualmente hasta obtener el efecto deseado, máximo 30 mg por día, consumidos una hora antes del desayuno o 2 horas después del mismo, evitando consumirlo en la noche por el insomnio que puede ocasionar.
Sin embargo, las recomendaciones que limitan su uso para el tratamiento a corto plazo son controvertidas. Una razón para la limitación a 12 semanas es la tolerancia al medicamento, ya que la fentermina pierde sus efectos de supresión del apetito después de que el cuerpo se acostumbra. Por el contrario, se ha demostrado que la fentermina no pierde su efecto en un ensayo de 36 semanas. Debido al riesgo de insomnio, se recomienda tomar el medicamento antes del desayuno o 1 a
2 horas después.

## Contraindicaciones e interacciones
- Las siguientes personas no deberían usar fentermina:
  - Alérgicos a cualquier ingrediente de la fentermina u otros simpaticomiméticos (por ejemplo, la pseudoefedrina).
  - Quienes estén tomando dexfenfluramina, fenfluramina, furazolidona, guanadrel, guanetidina o hayan tomado un inhibidor de la mono-amino oxidasa (IMAO) (por ej., fenelzina) en los últimos 14 días.
  - Quienes tengan la presión sanguínea alta o moderada, hipertiroidismo, glaucoma, enfermedad circulatoria o del corazón, o estrechamiento severo de los vasos sanguíneos.
  - Quienes estén en un estado de agitación o tengan un historial de abuso de alcohol o drogas.

- Hay que informar al médico de las siguientes condiciones:
  - Si la persona está embarazada o planea estarlo, o están en período de lactancia.
  - Si están tomando medicinas con receta o sin receta, preparaciones de hierbas o suplementos alimenticios.
  - Si tienen alergias a medicinas, alimentos u otras sustancias.
  - Si tienen un trastorno cerebral o de la médula espinal, estrechamiento de las arterias, tensión alta, diabetes o niveles elevados de colesterol o lípidos.

- Los siguientes medicamentos pueden interactuar con la fentermina:
  - Dexfenfluramina, fenfluramina, furazolidona o IMAOs (por ej., fenelcina), a causa del riesgo de efectos secundarios serios como dolores de cabeza, alta presión sanguínea, pulso bajo, elevación de la temperatura o problemas de pulmón mortales.
  - Inhibidores de la recaptación de la serotonina (por ejemplo, fluoxetina).
  - Guanadrel o guanetidina, debido a que su efectividad puede verse disminuida por la fentermina.

## Efectos secundarios
Generalmente, la fentermina se tolera relativamente, aunque puede producir algunos efectos secundarios debido a que libera catecolaminas. Entre los efectos más comunes están: taquicardia (pulso incrementado), elevación de la presión sanguínea, palpitaciones, nerviosismo, irritabilidad e insomnio. Adicionalmente, si se toma a largo plazo, puede desarrollarse euforia y adicción. Otros efectos secundarios menos comunes son: visión borrosa, cambios en el deseo sexual, torpeza, confusión, estrenimiento o diarrea, mareo, boca seca, dolor de cabeza, pulso irregular, náuseas o vómitos, psicosis, erupción en la piel o picores, dolor de estómago, cansancio y mal sabor de boca.  
- Datos: Q418157
- Multimedia: Phentermine / Q418157